# Minami-Uonuma
Minami-Uonuma (南魚沼市?) è una città giapponese della prefettura di Niigata.